# 손상 연관 분자유형
DAMP(손상연관분자유형, damage-associated molecular pattern)은 면역 반응을 일으킬 수 있는 분자 유형이다. PAMP와는 달리 면역 숙주에서 유래된 물질들이다. 이들은 PRR에 인식되어 비감염성 염증반응을 일으킨다. 이는 오늘날 선천 면역계를 표적으로 하는 신약 개발의 핵심이론이 되었다.

## 같이 보기
- PAMP
- 위험 이론
- 선천적 면역